# А-158
A-158 «Прохладный — Баксан — Эльбрус» — автомобильная дорога федерального значения, располагающаяся на территории Кабардино-Балкарской Республики. До 31 декабря 2017 года допускалось использование прежнего обозначения автодороги «Р-289», на участке Прохладный — Баксан. Длина трассы составляет 150 км.

## Описание
Федеральная автодорога начинается у западной окраины города Прохладный и идёт с северо-востока на юго-запад Кабардино-Балкарии, охватывая территории Прохладненского, Баксанского и Эльбрусского районов. У юго-западной окраины города Баксан пересекается с автомагистралью «Кавказ» P-217.
На территории Прохладненского района, пролегает по равнинной местности, переходящая в Баксанском районе в предгорную и далее в горную в Эльбрусском районе.
За исключением некоторых участков, на всём протяжении трасса является двухполосная. На большей части своего маршрута автодорога идёт вдоль реки Баксан.

## Состояние
До города Тырныауз, дорога находится в удовлетворительном состоянии и движение крайне редко перекрывается. Выше города, движение часто перекрывается из-за различных опасных природных процессов, в частности сели в летний период и лавины в зимний период, когда автодорога либо перекрывается потоком массы, или же полностью смывается ею.
Так в начале сентября 2017 года, участок дороги между сёлами Нейтрино и Эльбрус размыло из-за прорыва озера Башкара, спровоцировавшего сход сели.
В начале июля 2018 года, участок дороги в районе села Эльбрус вновь был смыт из-за схода селя, спровоцированного обильными осадками.